# Upernavik
Upernavik (del groenlandés: Lugar de la Primavera) es un pequeño pueblo en la costa occidental de Groenlandia (Dinamarca). Aproximadamente 3000 personas viven en el Municipio de Upernavik. 1129 viven en el pueblo de Upernavik en 2010, y el resto vive en diez asentamientos en el municipio, incluyendo a Kullorsuaq, con una población de cerca de 400 habitantes. Air Greenland opera los servicios aéreos en Upernavik.

## Asentamientos en Upernavik
- Upernavik
- Upernavik Kujalleq
- Kangersuatsiaq Upernavik
- Aappilattoq
- Tussaaq
- Naajaat
- Innaarsuit
- Tasiusaq
- Nutaarmiut
- Nuussuaq
- Kullorsuaq